# Kuortane
Kuortane is een gemeente in de Finse provincie West-Finland en in de Finse regio Zuid-Österbotten. De gemeente heeft een landoppervlakte van 462,37 km² en telt 3.437 inwoners (2022).

## Geboren
- Alvar Aalto (1898-1976), modernistisch architect
- Markku Yli-Isotalo (1952–2011), worstelaar
- Jukka Viitasaari (1961), componist, musicus
- Markku Viitasaari (1966), componist, dirigent
- Jasmi Joensuu (1996), langlaufster